# Bagisarinae
Sous-famille
Les Bagisarinae sont une sous-famille de lépidoptères (papillons) de la famille des Noctuidae.

## Systématique
Des études de phylogénétique moléculaire ont conduit à fortement réviser le contenu de cette sous-famille en 2013. Elle inclut maintenant, entre autres, les genres suivants :
- Bagisara Walker, 1858
- Amyna Guenée, 1852
- Xanthodes Guenée, 1852
- Ramadasa Moore, 1877
- Dyrzela Walker, 1858
- Encruphion Schaus, 1914
- Vespola Walker, 1867
- Parangitia Druce, 1909
- Diopa Walker, 1858
- Concana Walker, [1858]